# شهرستان بوگدانوویچسکی
شهرستان بوگدانوویچسکی (به لاتین: Bogdanovichsky District) یک شهرستان در روسیه است که در استان سوردلوفسک واقع شده‌است.